# 符号 (数学)

数の符号を示すにはプラス記号とマイナス記号を用いる

数学における符号（ふごう、英: sign）は、任意の非零実数は正または負であるという性質に始まる。ふつうは0自身は符号を持たないが、ときに符号付き零が意味を為す文脈もあり、また「0 の符号は 0 である」とすることが有効な場合もある。実数の符号の場合を敷衍して、数学や物理学などで「符号の変更」("change of sign") あるいは「符号反転」(negation) が、反数を対応付ける、あるいは−1-倍する操作として、実数以外の量に（それが正負零に分かれると限らないものでさえ）も用いられる。また、数学的対象が持つ正負の二項対立とよく似た側面、例えば置換の偶奇性などに対しても「符号」という言葉が用いられる。

## 数の符号
任意の数は複数の属性 (attribute) を持つ（例えば、値、符号、大きさなど）。実数が正であるとは、その値（大きさではない）が零より大きいときに言い、負であるとは零より小さいときに言う。正または負の何れであるかという属性をその数の符号と呼ぶ。この場合、零それ自身は符号を持つとは考えられない。また、複素数に対してその符号を定義することはできないが、偏角はある意味で符号の一般化と考えられる。
算術その他の分野で用いられる一般的な数の記法において、数の符号はその数に + や − を前置することで表される。例えば、+3 は「正の3」であり、−3 は「負の3」である。数値に符号を前置しない場合は、標準的な解釈としてその数は正である。この記法や負の数を減法を通じて定義するという理由から、負号は負符号を持つ負の数と強く結びつけられ、同様に正号は正の数と結び付けられる。
代数学において負号は加法逆元をとる操作（しばしば「符号反転」と呼ぶ）を表すものと見なされる。正の数の加法逆元は負の数であり、負の数の加法逆元は正の数となる。この文脈において −(−3) = +3 と書くことは意味を持つ。
任意の非零実数は絶対値を用いて正にすることができる。例えば −3 の絶対値も 3 の絶対値もともに 3 に等しい。記号で書けば |−3| = 3, |3| = 3 と書ける。

### 零の符号
数 0 は正でも負でもなく、したがって符号を持たない。算術において +0 および −0 はともに同じ数 0 を表している（零の加法逆元は零自身である）。
このような取り決めは単に慣習的なものにすぎないのであって、文化的に異なる約束が通用する場合もある。例えばフランスやベルギーでは、0 は正でも負でもあるものと定義し、「零でない正の数」および「零でない負の数」はそれぞれ「真に正」（狭義に正）および「真に負」（狭義に負）であるというように区別する。
計算機における符号付数値表現のように、いくつかの文脈では符号付き零が意味を持ち、正の零と負の零が実際に異なる数を表すということもあり得る（符号付き零）。
また微分積分学および解析学において片側極限の評価に +0 および −0 が現れることもある。この記法は、函数の引数が正および負の値をそれぞれ取りながら 0 へ近づく際の函数の振る舞いを見るものであり、それらの振る舞いはときに一致しない。

### 用語法
大抵の場合は零は正でも負でもないという規約が採用されるから、その場合未知の数の符号に関して以下のような用語法に従うことになる。
- 数が正とは、それが零より大きいときに言う。
- 数が負とは、それが零より小さいときに言う。
- 数が非負とは、それが零以上であるときに言う。
- 数が非正とは、それが零以下であるときに言う。

したがって、非負の数とは正の数または零のことであり、非正の数とは負の数または零のことを言う。例えば、実数の絶対値は常に非負であって、それは必ずしも正である必要はない。
同様の用語法はしばしば実数値または整数値の函数に対しても用いられる。例えば、函数が正（あるいは正値）とはその取りうる値が全て正であるときに言い、同じく非負（あるいは半正値）とはその取りうる値が全て非負なるときに言う。

### 符号の規約
多くの文脈では、符号の選択（どちらの範囲を正としどちらの範囲を負とするべきかということ）は自然に決まるが、一貫性のみが問題で任意に符号を決められる場面と言うものも存在する。後者の場合であれば、明示的な符号の規約を設ける必要がある。

## 符号函数

符号函数 y = sgn(x)

数の符号を展開するために符号函数を用いる場合もある。この函数は {\displaystyle \operatorname {sgn}(x)={\begin{cases}-1&{\text{if }}x<0,\\0&{\text{if }}x=0,\\1&{\text{if }}x>0.\end{cases}}} のように定義するのがふつうである。すなわち、sgn(x) が 1 となるのは x が正のとき、sgn(x) が −1 となるのは x が負のときである。x の値が非零であるならば、この函数は {\displaystyle \operatorname {sgn}(x)={\frac {x}{|x|}}={\frac {|x|}{x}}} として与えることもできる。ここに |x| は x の絶対値である。

## 符号の意味

### 角の符号

x-軸から測った、単位円上の角が正であるのは反時計回りに進む方向、負であるのは時計回り方向を表している。

多くの文脈において、特に向き付けられた角や回転角を考える場面では、角度（つまり角の測度）に符号が対応付けられていることが一般的である。そのような状況において、角度の符号はその角が時計回りまたは反時計回りの何れの方向に開いているかを指し示すものになっている。異なる規約を選ぶことはできるけれども、一般的には反時計回りが正で時計回りが負である。
三次元の回転の角に対しても、その回転の軸が向き付けられている前提であれば、符号をつけることができる。具体的には、向き付けられた軸に右手系周りの回転方向を正とし左手系回転を負とするのが典型である。

### 変化の符号
量 x が時間とともに変化するとき、x の値の変化量（増分あるいは差分）は典型的には、等式{\displaystyle \Delta x=x_{\text{final}}-x_{\text{initial}}} で定義される。
この規約のもと、x が増加するならば正の変化量、減少するならば負の変化量として勘定する。微分積分学において同様の規約を微分の定義において用いると、結果として任意の増大函数は正の微分係数を持ち、減少函数は負の微分係数を持つ。

### 向きの符号
解析幾何学および物理学において、特定の向きに正または負のラベル付けをするのが一般的である。基本的な例として数直線はふつう右側が正、左側が負である:
結果として、直線運動、変位、速さなどを議論するとき、右向きが正の向きで左向きが負の向きで考えるのがふつうということになる。
デカルト平面上で、右向きと上向きの方向を正とする（右向きは正の x-方向、上向きは正の y-方向とする）のが普通である。変位ベクトルや速度ベクトルを水平成分と垂直成分に分けるならば、水平成分が正ならば運動は右へ、負ならば左へ動くし、垂直成分が正ならば上へ、負ならば下へ移動する。

### 計算機における符号属性
計算機において整数値には符号付き (signed) と符号なし (unsigned) があり、それは計算機がその数の符号を保持しておくか否かという用途に依存する。整数変数を非負値のみに限るならば、一つのビットを符号に占有されずに数値を格納するために利用できることになる。この方法で整数の算術を計算機の中で行う理由から、符号付き整数変数の符号は一つの独立したビットを占有するというのは普通はなく、代わりに2の補数やほかの符号付数値表現を用いる。
対照的に、実数は符号を一つのビットに割り当て、値は浮動小数点数として扱われる。浮動小数点数では値は三つの独立した要素（仮数、冪数、符号）として保持している。こうして符号ビットが分けて与えられるから、正の零と負の零は互いに別の数値としてどちらも表すことができる。大半のプログラミング言語では正の零と負の零はともに同じ値を持つように扱われるが、にもかかわらずそれらの違いを検知することができるという意味で異なる対象を提供している。

### 他の意味

電荷は正または負となりうる

実数の符号に限らず、数学及び自然科学において関連する様々な「符号」が用いられる。例えば
- 「符号を除いて」とは、量 q が適当な Q に対して q = Q または q = −Q となっている場合に用いられる。これをしばしば q = ±Q と表す。実数の場合、これはこの量が絶対値 |q| のみ分かっているという意味である。複素数やベクトルの場合、その量が符号を除いて既知というのは、そのノルム（大きさ）が既知と言うことよりも強い条件である。つまり、Q および −Q のほかにも、|q| = |Q| を満たす無数の q が値として考えられる。
- 置換の符号はその置換が偶ならば正、奇ならば負とする。
- グラフ理論において、符号付きグラフ（英語版）は各辺に正または負の符号がラベル付けられたグラフを言う。
- 解析学における符号付き測度は、集合に正または負の符号の付いた値を割り当てる測度の概念の一般化である。
- 符号付桁数表現（英語版）は各位の数が正または負の符号を持つような数の表示である。
- 符号付き面積（英語版）および符号付き体積（英語版）の概念は、特定の面積や体積が負であると考えると便利である場合にしばしば用いられる。特に行列式の理論では有効である。
- 物理学では任意の電荷が正または負の符号を持つ。規約により、正電荷は陽子と同じ符号、負電荷は電子と同じ符号をそれぞれ持つ電荷を言う。